# Podgorje (Banovići)
Pour les articles homonymes, voir Podgorje.
Podgorje (en cyrillique : Подгорје) est un village de Bosnie-Herzégovine. Il est situé dans la municipalité de Banovići, dans le canton de Tuzla et dans la fédération de Bosnie-et-Herzégovine. Selon les premiers résultats du recensement bosnien de 2013, il compte 1 153 habitants. 

## Démographie

### Évolution historique de la population
| 1948 | 1953 | 1961 | 1971 | 1981  | 1991  | 2013  |
| ---- | ---- | ---- | ---- | ----- | ----- | ----- |
| -    | -    | 937  | 977  | 1 349 | 1 177 | 1 153 |

|  |